# ひらかたパーク

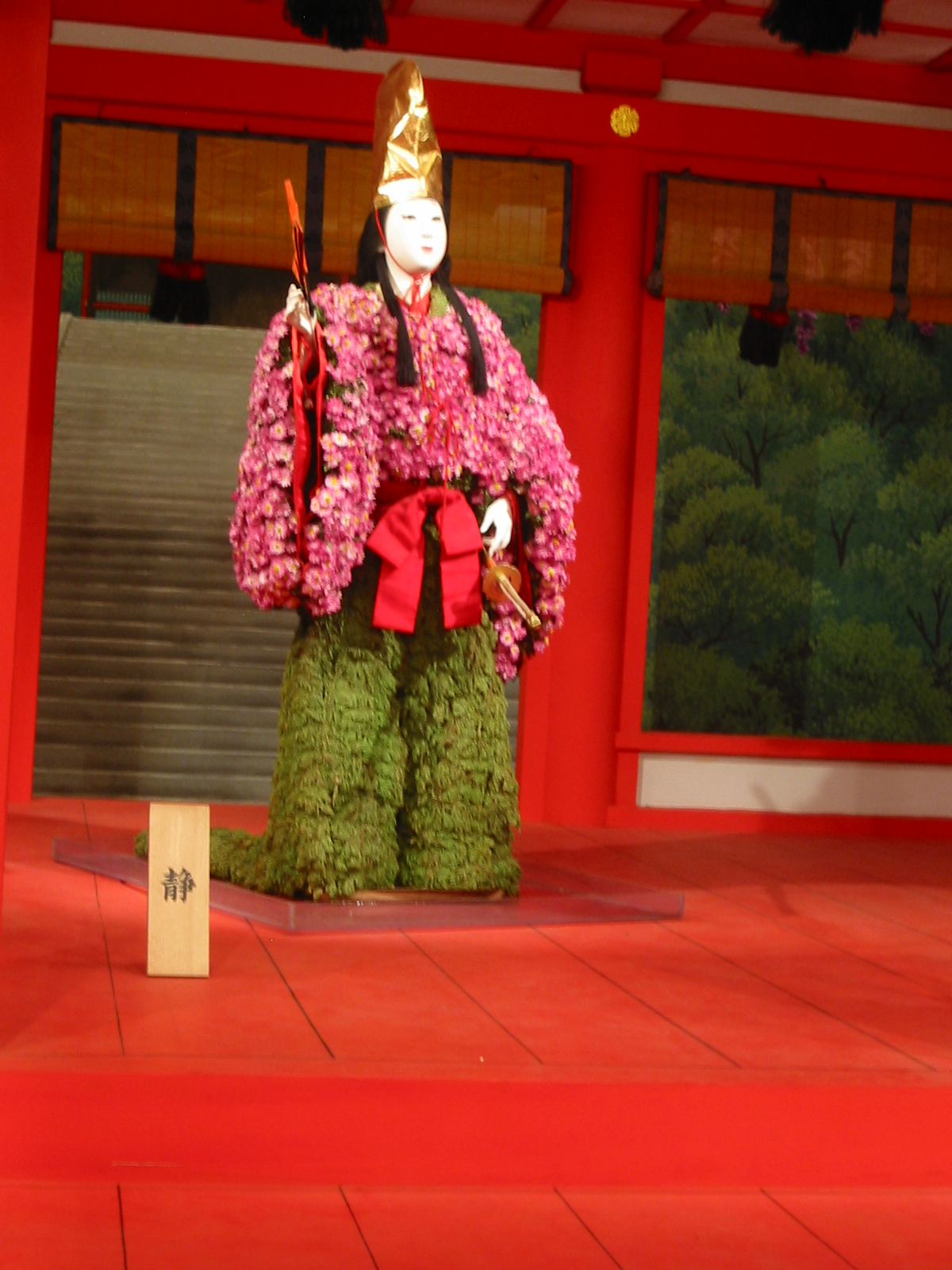
ひらかた大菊人形展

ひらかたパークは、大阪府枚方市枚方公園町にある、京阪電気鉄道の子会社、京阪レジャーサービスが運営する遊園地（テーマパーク）。通称は「ひらパー」。1度も取り壊されずに現在まで営業し続けている遊園地の中では日本最古である。京阪本線の枚方公園駅前に位置している。年間の入園者数は130万人前後。

## 概要

### 歴史
前身は大阪府寝屋川市にあった「香里遊園地」である。1910年に、京阪電車の開通に合わせて香里駅近くの北河内郡友呂岐村大字郡（こおり）に12万坪で開園し、当時繁栄していた遊園地で地名の響きが近い、兵庫県西宮市の香櫨園（こうろえん）から命名され、1910年に第一回、1911年に第二回の菊人形展が開催された。のちに周辺を住宅地として開発するために移転され、枚方駅（現 枚方公園駅）付近に約1万平方メートルの用地を買収し、1912年10月6日 - 11月25日に第三回菊人形展が開催されて「ひらかたパーク」開業の起源となった。
菊人形展は1919年 - 1922年に京都の宇治へ一時移った後、1923年以降は枚方で開催が定着した。1926年に「枚方遊園組合」を設立して実質的に京阪電鉄の経営に一本化され、本館、余興館、ボート池、滑り台、ブランコなどが設置された。
満州事変後から「国威発揚」の傾向が強まり、太平洋戦争中の1943年から大阪国防館が枚方遊園組合の土地と施設を利用し始め、大阪国防館主催の「戦力増強・士気昂揚菊人形」として開催された。10月に京阪は阪神急行電鉄（現在の阪急電鉄）と合併して京阪神急行電鉄の一部となり、1944年に遊園地施設は軍の資材や食糧増産を目的とした農地に転用された。
終戦後も枚方の用地が使用できず、1946年から1948年までの間は、枚方から京阪神急行電鉄沿線の千里山遊園へ苗を移植して菊人形展を開催した。京阪神急行電鉄は枚方へ復帰を検討して1949年2月に枚方市と契約するが、農地転用された土地の興行は法律で制約されることから、枚方市が都市計画法に基づく市立公園として土地を整備して文化会館を建設し、10月に6年ぶりに枚方で菊人形が開催された。12月に京阪神急行から分離して再び京阪電気鉄道が発足する。
1951年に溝口健二監督で田中絹代主演の映画『西鶴一代女』（児井英生プロ+新東宝）が公園内及び周辺で撮影された。
シャウプ勧告に伴う税制改正で、「公設公園で開催する菊人形展」は入場税が従来の市税から府税となり、1952年2月に枚方市が京阪に公園の使用を禁止するが、11月に公園用地を京阪が所有する遊園地に変えることで決着し、1943年以来10年ぶりに遊園地として復活した。
毎年秋季に開催されていた「ひらかた大菊人形展」は、1964年以降は主にNHK大河ドラマで放送される作品などを題材に展示したが、後継者不足などから2005年で大規模なものは終了し、2006年に小規模な回顧展が開催された後、2010年に京阪電鉄の創業100周年記念企画として限定復活開催した。

### 年表
- 1910年（明治43年） - 前身の「香里遊園地」が開業。
- 1949年（昭和24年）10月1日 - 戦後初の「菊人形展」を開催。
- 1950年（昭和25年）9月30日 - 野外劇場、菊文庫が竣工。
- 1953年（昭和28年）10月1日 - 「ひらかたパーク大劇場」竣工。
- 1955年（昭和30年）4月1日 - 当時東洋一の規模の「バラ園」が完成。
- 1960年（昭和35年）
  - 3月 - 「モンキーランド」設置。
  - 6月 - 通年営業となる。
- 1965年（昭和40年）6月20日 - 「ファミリープール」営業開始。
- 1972年（昭和47年）12月1日 - 「アイス・スケートリンク」開業
- 1979年（昭和54年）7月1日 - 「流水プール」新設。
- 1980年（昭和55年）3月14日 - 京阪開業70周年の記念事業の一つとして60型電車『びわこ号』が修復され保存展示。
- 1987年（昭和62年）9月19日 - 「急流すべり」営業開始。
- 1988年（昭和63年）4月28日 - 「レッドファルコン」営業開始。
- 1991年（平成3年）4月27日 - 大観覧車「スカイウォーカー」営業開始。
- 1992年（平成4年）7月12日 - プール「ザ・ブーン」がオープン。
- 1994年（平成6年）
  - 3月11日 - モンキーランド跡を「ワンダーガーデン」としてリニューアル。
  - 7月9日 - 遊園地としては日本で初めてバーコードシステムを使用開始。
- 1995年（平成7年）11月 - リニューアル工事開始。
- 1996年（平成8年）
  - 1月8日 - 『びわこ号』寝屋川車庫で修復開始、修復後6月20日バラ園に再設置。
  - 3月30日 - リニューアルした部分から暫定オープン。同時にCIを導入し、ロゴマークをポップしたアレンジ調となった。1995年まで活躍したひらパー先代キャラクター・ギャビーガルタンに代わり、現在のキャラクター・ノームファミリーが登場する。それ以降TVのスポットCMでは男性コーラスによる「♪ひっらパ〜」のサウンドロゴが付くようになる。
  - 7月20日 - リニューアル工事完了、グランドオープン[9]。
- 1997年（平成9年）
  - 7月20日 - 「ジャイアントドロップメテオ」営業開始。
  - 12月31日 - 「カウントダウン＆オールナイト」営業実施。
- 1999年（平成11年）10月23日 - 菊人形を米国・ロングウッドガーデンに招待展示。
- 2000年（平成12年）
  - 3月17日 - 「ファンタジーゾーン」リニューアルオープン。
  - 4月3日 - 京阪レジャーサービス設立、同月14日より「ひらかたパーク」の運営業務を委託。
  - 7月8日 - プール「ザ・ブーン」リニューアル。
  - 9月22日 - 「ISO14001」認証を取得。遊園地としては日本初。
  - 日付不明 - バラ園のリニューアル工事に伴い『びわこ号』が寝屋川車庫へ移送。
- 2005年（平成17年）12月4日 - 大菊人形展を終了。
- 2009年（平成21年）
  - 1月12日 - 「トップガン」の営業を終了。
  - 7月18日 - 新アトラクション「ぐるぐる王」営業開始。
  - 9月13日 - アトラクションカード販売終了。
- 2011年（平成23年）
  - 7月3日 - プール「ザ・ブーン」で『スイムキャップ一斉着用人数世界一』に挑戦、ギネス世界記録に認定。
  - 10月16日 - 『一斉にシャツの襟を立てた人数世界一』に挑戦、ギネス世界記録に認定。
- 2012年（平成24年）7月2日 - 「スーパートマホーク」の営業を終了[10]。
- 2016年（平成28年）にレッドファルコンが途中で停止した。
- 2017年（平成29年）7月14日 - 新アトラクション「マジカルボルケーノ」（旧「マジカルラグーン」）営業開始。
- 2022年（令和4年）12月30日 - フリーフォールアトラクション「ジャイアントドロップ メテオ」が最上で停止。本来であれば落下すべき座席が落下せず、男女2名が4時間に渡って取り残される事故が発生。最終的に手動でねじを緩めて動作させることで2名は救助された。
- 2025年（令和7年）　7月26日 - 木製コースター「エルフ」のコースの形が、ロゴの形に“似ていなくもない”ことから、マクドナルドとコラボレーションを実施[11]。

### 現状
1996年7月20日、80億円を投じて敷地内を大規模改装し、リフレッシュオープンを果たした。この時、京阪は公式に「ひらパー」の略称を大々的に使用し、相島一之を起用したテレビコマーシャルでも「ひらパー 目指せ知名度100%」との宣伝を行った。CMに関しては、2007年に放送された一連のCMが第6回大阪広告協会最優秀賞（一般部門）を受賞している。
関西の大手私鉄が運営する遊園地は、全体的に長期の不況や少子化、レジャーの多様化などもあって入園者数の減少により赤字経営を強いられるようになっていた。
その上、2001年にユニバーサル・スタジオ・ジャパン(USJ)が大阪市に開業したことが追い打ちとなり、21世紀以降は業績不振などで宝塚ファミリーランドや神戸ポートピアランド、近鉄あやめ池遊園地、甲子園阪神パーク、みさき公園など、関西私鉄が経営する遊園地の3/4が閉園に追い込まれた。その中でひらかたパークは当時赤字続きでありながらも営業を続けたことで、生駒山上遊園地、須磨浦山上遊園、富士急ハイランドなどとともに、日本では数少なくなった鉄道事業者運営の遊園地として残っている。首都圏でも、東京ディズニーランド(TDR)の影響などにより、二子玉川園や向ヶ丘遊園など、大手私鉄が運営している遊園地は軒並み閉園している。
ひらかたパークの年間入園者は、最盛期の1974年度に160万人を超えていたが、2011年度に87万人へと低落し、赤字経営から一時は閉園も検討された。しかし、後述の「ひらパー兄さん」や、フラッシュモブのような来園者参加型イベントなど、大型設備投資でなく演出や広告で集客を図る戦略が奏功し、入園者数は2016年度に120万人にV字回復し、インバウンド客の急速な増加も追い風となり、アジアなどからの外国人観光客も増えている。

#### ひらパー兄さん
2006年度以降でも年間1億円前後の赤字を計上していたが、ブラックマヨネーズの小杉竜一を起用したイメージキャラクター「ひらパー兄さん」を2009年4月より始めた。これが話題となり、最終的に『引退』した2013年3月までの4年間の広告効果は約30億円に上った。特に、2010年11月23日に行われた小杉の相方・吉田敬との「ひらパー兄さん選挙」は大きく注目を集め、同年度は中 - 大学生の入場者数の増加や好調だった物販などの影響により約1億5千万円の黒字を計上するに至る など、堅実堅調な経営を続けている。小杉が起用されたのは、「ファミリー層にウケが良く、インパクトがあり、清潔感もあるから」との理由による。
小杉の引退後、2013年4月より2代目イメージキャラクター「超(スーパー)ひらパー兄さん」として、地元枚方市出身であるV6・岡田准一を起用。関西弁で「オレだよ！」を意味する「わいでおまっ!!」のキャッチコピーを掲げ、TVCMをはじめ京阪線の各駅にポスターが掲示され、秋の行楽シーズンはNHKの大河ドラマ『軍師官兵衛』の主人公である黒田官兵衛に扮した岡田の菊人形も展示された。広告などで自身が着用する白いヨットパーカーの胸元に、紺色のゴシック体で「枚方」の大文字、右腕に観覧車「スカイウォーカー」をイメージしたイラストがプリントされている。そのレプリカのヨットパーカーや「枚方」の文字入り缶バッジなどが、オリジナルキャラクター商品として園内で販売されている。
2013年度は超ひらパー兄さんの影響もあり、95万人の来園者を集めたが、さらなる来園者数の向上を目標として、2014年4月1日から岡田に「園長」の肩書を与え、園内全体のイメージ改革に乗り出す。岡田が着るヨットパーカーも「園長」の大文字が書いてある布2枚（1枚に1文字ずつ「園」「長」と書いてある）を「枚方」の文字の上からかぶせ、四隅を安全ピンで各々固定し、自身が「園長」であることをアピールする。冬季は同じく胸元に紺色の「園長」がプリントされた白いベストを羽織る。2015年3月1日までに年間来園者数が100万人に満たない場合、超ひらパー兄さんのイメージキャラクターを含めて「解任」するという条件が課せられた。
2015年3月7日に「超ひらパー兄さん園長去就発表会」が行われ、2014年3月1日からの年間来園者数は104万7246人とV字回復を果たしたことが発表された。年間来園者数が100万人を越えたのは、2010年度の103万人以来4年ぶりのことである。これにより、岡田の「超ひらパー兄さん」及び「園長」の解任は回避された。2015年は「ありがとうイヤー」と題し、「おま！」以外の叫び声を禁止する「おまライド」などの新しい企画を行っている。2016年度から、サングラスに大きな鋲付きの肩当ての付いた黒いレザージャケット（夏季は黒いTシャツ）姿にモデルチェンジし、「愛ゆえの暴走」をコンセプトにCM出演している。
岡田の主演映画である『永遠の0』（2013年）や『蜩ノ記』（2014年）などのパロディポスターが順次制作され、園内や京阪線駅構内などで展示されている。そのきっかけは、『図書館戦争』（2013年）の舞台挨拶で岡田が「図書パー兄さん」などと発言したことによる。これに対し、会社側が映画配給会社に連絡を取って作品とタイアップしたポスターを作るようになり、各種SNSで拡散されるなど大きな宣伝効果をもたらした結果、岡田の主演新作映画が作られるたびにファンから「また（パロディポスターを）作る話はありますか？」という問い合わせも出るほどになったとのことである。2023年の『最後まで行く』のパロディポスターでは同作で共演している綾野剛が参加しており、岡田以外の人物が参加するのは初めてとなるほか、同年には映画でない作品としては初めてとなる大河ドラマ『どうする家康』のパロディポスターも登場した。
岡田は就任時から園内で来園者の前に登場することはなかったが、2016年11月22日に映画『海賊とよばれた男』の宣伝を兼ね、園長就任後初めて来園者の前に登場した。前述のパロディポスターは本作でも制作。黒の衣装を纏い、映画と全く同じポーズで撮影され、「結局やらされた男」と言うタイトルが付けられた。
2023年に表面化したジャニー喜多川性加害問題の影響で、ジャニーズ事務所（現・SMILE-UP.）所属タレントの広告起用を見送る企業が相次いでいたが、岡田は11月末をもって同事務所を退所し、個人事務所を設立。12月には個人事務所が「超ひらパー兄さん」の契約を引き継ぎ、2024年度以降も起用が継続することが正式に決まった。

### イベント
キャラクターショーを主題とするまでは、主に『ひらかた大菊人形展』で『NHK大河ドラマ』などを扱った。
春と秋のアニメと特撮キャラクターの催事は、1975年（昭和50年）頃から2003年（平成15年）頃までは『スーパー戦隊シリーズ』、『ドラゴンボール』、『Dr.スランプ アラレちゃん』シリーズ、『セーラームーン』シリーズ、『おジャ魔女どれみ』シリーズなど東映のキャラクターが多く、東映アニメーションなどが製作するキャラクターや、松竹と縁が深い『ウルトラマンシリーズ』なども扱った。
2001年（平成13年）頃までは春と秋のイベント開催時に、京阪電車の昼間急行の正面に急行標識とともにひらパーの丸型副標識を掲示して運行し、2002年（平成14年）秋は京阪電車車両の下半分を『おジャ魔女どれみドッカ〜ン!』で飾ったラッピングトレインを運行した。
2004年（平成16年）頃から『ドラえもん』、アニメ版『ポケットモンスター』、『とっとこハム太郎』など東宝系で映画上映される小学館集英社プロダクション監修のキャラクターを積極的に扱った。これは、阪急系の宝塚ファミリーランドが2003年（平成15年）に閉園するなど関西圏の遊園地が減少して阪急阪神東宝グループとの関係に配慮が不要なこと、少子化の影響で低年齢向けで男女別のものが多い東映と松竹系のアニメキャラクターよりも、広い世代の男女共に親しまれる東宝・小学館集英社プロダクション系キャラクターの集客効果が高いこと、コスト削減のためにイベント用筐体をみさき公園や和歌山マリーナシティなど近畿圏の他の遊園地と掛け持つこと、などの影響による。
2005年（平成17年）は前述の東宝と小プロ系中心の国民的キャラクターと『ふたりはプリキュア』など東映系中心の男女別キャラクターを扱い、2006年（平成18年） - 2007年（平成19年）は、映画『劇場版どうぶつの森』に「ひらパー」がクレジットされるなど、東宝と小学館集英社プロダクション系のキャラクターのみを扱った。
2008年（平成20年）は、春に『ウルトラマン』シリーズ、『仮面ライダー』シリーズ、『Yes!プリキュア5GoGo!』と全て東映と松竹系のキャラクターを、秋は乳幼児に人気が高い『それいけ!アンパンマン』をそれぞれ扱った。
2009年（平成21年）夏に、新アトラクション「ぐるぐる王」を始めた。
2012年（平成24年）秋に、テレビアニメ『探検ドリランド』のイベントとして『秋のハンターツアー supported by UHA味覚糖』を開催。翌年の2013年（平成25年）夏には『探検ドリランド -1000年の真宝-』のイベントに合わせ『真夏のハンターアドベンチャー supported by UHA味覚糖』が開催された。
2014年（平成26年）11月からイルミネーションイベント「光の遊園地」を開催する。プール「The Boon」が登場する夏季も、小規模ながらキャラクター関連のイベントが開催される。
2014年（平成26年）7月 - 9月に、アニメ『黒子のバスケ』のイベント『キセキの展示会』が関西で初めて開催される。
マスコットキャラクターは、リフレッシュオープン以前の「ギャビーガルタン」が、リフレッシュオープン後は「ノームファミリー」となる。
2024年9月7日、ベリーグッドマンが開催している野外ワンマンライブ「超好感祭」をフリーパス付きライブチケットで終日貸し切り、園内にはベリーグッドマンの楽曲がBGMとして流れ、常設の野外ステージにてライブを2部公演開催し、計5000人を動員した。

### 来園者数
- 1974年 - 160万2838人
- 1980年 - 143万3674人
- 1991年 - 138万1542人
- 1996年 ‐ 150万2904人[31]
- 2000年 - 131万2014人
- 2010年 - 103万2073人
- 2011年 - 87万7313人
- 2012年 - 94万5878人
- 2013年 - 95万957人
- 2014年 - 109万3070人
- 2015年 - 116万1010人
- 2016年 - 120万8875人
- 2017年 - 120万757人
- 2018年 - 130万9046人
- 2019年 - 137万7222人
- 2020年 - 55万1389人

## 施設

### 主なアトラクション
- 木製コースター エルフ
- トロールパニック パチャンガ
- レーザーバトル 魔界の森伝説
- ヘアーピンコースタークレージーマウス
- ジャイアントドロップ メテオ
- レッドファルコン
- ラウディ
- ドキドキお化け屋敷ドロロン旅行者
- ハニーハッチ
- ぐるりのもり大冒険２
- ノームトレイン
- ファンタジークルーズ
- アンパンマンハッピースカイ
- サーキット2000
- ファンファンジャーニー
- ストロベリーカフェ - ティーカップ
- スカイウォーカー[33] - 展望観覧車としても有名で天気が良ければ南はあべのハルカスや大阪市のビル群、北は比叡山や京都市内を眺望する。
- パターゴルフ - 唯一のスポーツ施設。
- カチンコチン
- くるくるヘリコプター
- フェスタ
- メリーゴーラウンド - 2層式、イタリア製、花の万博で使われたものを移転。
- オクトパスパニック
- ジョイボックス
- キッズスクエア

- ころっとろっこ

- アタランテ！

### その他の施設
- プール「The Boon」 - 夏季営業
- スケートリンク及び雪遊び「ウインターカーニバル」 - 冬季営業

### レストランゾーン
- グラン・ローズ（2018年5月31日営業終了）
- マクドナルド
- ポムの樹
- フルッタ
- ピピンズハウス
- ノームダイニング
- ファルコンカフェ
- マジカルラグーンキッチン
- ディッピンドッツ・アイスクリーム
- ツイン88
- デイジー
- パンジー

### ショッピングゾーン
- ノーム ショップ
- ウィザード ビレッジ
- フロドの森

### ミニ動物園
1960年（昭和35年）に各国のサル類を集めた「モンキーランド」として開設され、のちに移設してミニ動物園となる。
- ワンダーガーデン - アライグマ、レッサーパンダ、コツメカワウソのエリア。
- ピッコロガーデン - リスザル、プレーリードッグ、モルモットのエリア。
- どうぶつはぐはぐタウン - リクガメ、カピバラ、アルパカ、ペンギン、フクロウ、インコ、イヌ多種、ネコ多種など、約40種。ふれあい動物園を目的とする。

2025年1月13日に営業終了。

### 植物
2012年の産経新聞で「高齢者もゆったりと楽しめるバラ園などの空間があることも魅力」と紹介される。1950年（昭和25年）ごろから各地でバラが栽培や研究され、枚方もバラ園を設けた。前身の「バラ園」はかつて「東洋一の規模」であった。
- ローズガーデン - 品種として、藤娘（ふじむすめ）、鶴見'90（つるみ'90）、高雄（たかお）、ローズゴジャール、アール ドゥ ヴィーブル、ローズ オブ オプティミストなど、オリジナル品種やオールドローズ、モダンローズが600種4000株ある。
- ソメイヨシノが300本あり、入口は季節ごとに多数の草花で装飾される。

## ひらかたパーク遊園都市構想
菊人形展の小規模化に伴い、映画館、ホテル、ショッピングモールを併設する複合施設型遊園地と、外周部の住宅地と一体で「遊園都市」となる新しいひらパーを、カルチュア・コンビニエンス・クラブが枚方市の要請に対して提案した。

## 出演
テレビ番組出演
- 新井康弘（「ビスケットランド」（テレビ大阪）に出演）
- トライアングル（「ビスケットランド」（テレビ大阪）に出演）
- ますだおかだ・増田英彦（「ますだおかだ角パァ!」（朝日放送）のロケ）
- 松本人志・宮迫博之・たむらけんじ（「松本家の休日」（朝日放送）のロケ）
- 円広志・織田信成・トミーズ健・銀シャリ（「ごきげんライフスタイル よ〜いドン!」（カンテレ）のロケ）
- レイザーラモンRG（「鉄オタ選手権 京阪電車の陣」（NHK大阪放送局）のロケ）
- 遠藤保仁・中澤佑二・小野伸二・大久保嘉人（「ザ!鉄腕!DASH!! ウルトラマンDASH」（日本テレビ）のロケ）
- 森脇健児・コカドケンタロウ・徳永ゆうき（「テレビ大阪開局40周年 大阪43市町村争奪!なにわ乗り継ぎ旅」（テレビ大阪）のロケ）

CM出演
- BaBe - 1989年頃
- 相島一之 - 1996年
- 萩原流行 - 「TheBoon」編
- 照英 - 「TheBoon」編
- チュートリアル - 「TheBoon」編
- 村上ショージ - アイススケート編
- 小杉竜一 - 「ひらパー兄さん」編
  - 2010年3月6日に放送されたフジテレビ「人志松本の○○な話」で、ユニバーサル・スタジオ・ジャパンと「テーマパーク二股疑惑」が発覚し、ひらかたパークの担当者が小杉の相方の吉田敬から追及された。
  - 当初は1年契約の予定で2010年4月以降も勘案されていたが、「テーマパーク二股疑惑」により2代目ひらパー兄さんは来園者の投票に付され[39]て相方の吉田と一騎討ちとなった。2010年4月からキャンペーンが催されて7月から11月に投票を受け、「いい兄さんの日」である11月23日に開票すると小杉は11万7567票で再選した。7万76票であった吉田は「落選時の公約」で、後日に半日間、ひらかたパークのスタッフとして働いた[40]。2013年3月31日にひらパー兄さんを引退した[41]。
- 岡田准一 - 「超ひらパー兄さん」編、枚方市御殿山出身
  - 2014年4月1日より、年間入園者数100万人を目標に「園長」に就任する。

## 交通
- 枚方公園駅から徒歩3分
- JR京都線高槻駅・茨木駅、阪急京都線高槻市駅・茨木市駅から京阪バス、枚方公園口下車徒歩10分。